# Ceratotrichia fairchildi
Ceratotrichia fairchildi är en nattsländeart som beskrevs av Flint in Quintero och Annette Aiello 1992. Ceratotrichia fairchildi ingår i släktet Ceratotrichia och familjen smånattsländor. Inga underarter finns listade i Catalogue of Life.